# Julus punicus
Julus punicus är en mångfotingart som beskrevs av Henri W. Brölemann 1894. Julus punicus ingår i släktet Julus och familjen kejsardubbelfotingar. Inga underarter finns listade i Catalogue of Life.